# تحويل الصور

مثال على تحويل الصور بين صورتين لوجهين.

تحويل الصور هو أحد المؤثرات الخاصة التي تستعمل في الأفلام والرسوم المتحركة لتغيير (أو تحويل) صورة أو شكل إلى آخر بواسطة انتقال سلس. فعادة، يمكن تحقيق مثل هذه المؤثرات من خلال تقنيات التلاشي في الفيلم. ولكن تم استبدال هذه الطريقة ببرامج الكمبيوتر منذ أوائل التسعينيات، لإنشاء انتقالات أكثر واقعية. كما أنه يتم تطبيق طريقة مماثلة على التسجيلات الصوتية التي تتبع نفس النمط، مثل طريقة تغيير الأصوات أو الأجزاء الصوتية.

## تقنيات التحويل المبكرة
استخدمت العديد من الأساليب لتحويل الصور المتشابهة، قبل وقت طويل من استخدام التحويل الصور الرقمي. فبعض هذه التقنيات أقرب إلى التلاشي المتناسق، كتغيير تدريجي بين صورتين دون تشويه الأشكال في الصور. بينما قام البعض الآخر بتغيير الأشكال فيما بين مرحلتي البداية والنهاية للتحويل.

### تابيولا سكالاتا
عرف التابيولا سكالاتا منذ نهاية القرن السادس عشر على الأقل، وهو نوع من الرسم تنتج عنه لوحة ذات صورتين مقسمتين على سطح مموج. ويمكن رؤية كل صورة بشكل صحيح فقط من زاوية معينة. كما أنه إذا تمت مناسقة الصور بالشكل الصحيح، يحدث نوع بدائي من تأثير تحويل الصور عند التغيير من زاوية رؤيا إلى أخرى.

### التحويلات الميكانيكية
في حوالي عام 1790، استخدم الفرنسي فرانسوا دومينيك سيرافين رجل استعراض خيال الظل، شكل ظل معدني بأجزاء موصلة لتغيير وجه امرأة شابة إلى وجه ساحرة.
أحدثت بعض شرائح الفوانيس السحرية الميكانيكية في القرن التاسع عشر، تغييرات في مظاهر الأشكال. فعلى سبيل المثال، يمكن جعل الأنف ينمو إلى حجم هائل، وذلك ببساطة عن طريق تحريك قطعة من الزجاج بعيدًا ببطء، مع طلاء أسود يغطي جزءًا من لوحة زجاجية أخرى مع الصورة.

### التلاشي المتناسق
في النصف الأول من القرن التاسع عشر، كانت «مناظر التلاشي» نوعًا شائعًا من مشاهد الفوانيس السحرية، حيث تُظهر في الغالب المناظر الطبيعية تتلاشى تدريجياً لتحويل فترة النهار إلى الليل، أو فصل الصيف إلى الشتاء. وقد عرفت استخدامات أخرى لذلك، كعرض هنري لانغدون تشايلد على سبيل المثال لبساتين تتحول إلى كاتدرائيات.
كما أظهر فيلم نارين غرابين القصير من عام 1910، طريقة التلاشي لتحويل لباس شخصية أنثى من شكل إلى آخر.
إن فيلم جيمي فلنتاين لموريس تورنيور في عام 1915، قد عرض طريقة تلاشي متقنة لتحويل الشخصية الرئيسية من المواطن المحترم لي راندال، إلى غروره الإجرامي جيمي فالنتين.
في حلقة قصة بيتر تشايكوفسكي من مسلسل تلفزيوني في عام 1959 تابع لوالت ديزني، استخدمت نفس الطريقة لجعل بجعة ذات أداء آلي تتحول إلى راقصة باليه حقيقية.
ابتكر كريم و غودلي في عام 1985، تأثير «التحويل» باستعمال طريقة التلاشي على أجزاء من الوجوه المختلفة في فيديو «أبكي».

### الرسوم المتحركة
تم إنشاء تأثير تحويل الصور في الرسوم المتحركة قبل دخول السينما بوقت طويل. وقد اخترع الفيناكيستسكوب وصمم من قبل جوزيف بلاتو، وطبع بعد ذلك حوالي عام 1835. حيث أنه يظهر رأس امرأة تتحول إلى ساحرة، ثم إلى وحش.
عرض فيلم الرسوم المتحركة فانتازماغوري للمخرج إميل كوهل من عام 1908 الكثير من التحويلات للشخصيات والأشياء المرسومة بخطوط عريضة بسيطة.

## التحويل الرقمي
بدأ استخدام تقنيات الكمبيوتر على نطاق واسع في أوائل التسعينيات، فقد كانت غالبًا ما تحقق نتائج أكثر إقناعًا. وتضمنت هذه التقنيات تشويه صورة واحدة في نفس الوقت الذي تتلاشى فيه إلى أخرى من خلال تحديد النقاط المتوافقة والمتجهات على الصور المستخدمة «قبل» و «بعد» في التحويل. فعلى سبيل المثال، يمكن تحويل وجه إلى آخر عن طريق تحديد النقاط الرئيسية على الوجه الأول، مثل محيط الأنف أو موقع العين، ثم تحديد مكان وجود هذه النقاط نفسها على الوجه الثاني. يقوم الكمبيوتر بعد ذلك بتشويه الوجه الأول ليكون له شكل الوجه الثاني في نفس وقت تلاشي الوجهين. كما أنه يمكن استخدام خوارزمية بيير ونييلي لحساب إحداثيات تحويل الصورة المطلوبة لحصول التشويه.

### أمثلة مبكرة
أنشأت شركة الجرافيكيات الحاسوبية أومنيبس في عام 1986 أو قبل ذلك، رسوم متحركة رقمية لإعلان مسحوق الغسيل تايد باستخدام زجاجة منظف من تايد تتحول بشكل سلس إلى شكل الولايات المتحدة. وتمت برمجة التأثير بواسطة بوب هوفمان. كما أن أومنيبس أعادت استخدام هذه التقنية في فيلم رحلة الملاح (1986). حيث ظهرت مشاهد لمركبة فضائية تستطيع تغيير شكلها، والتي تم إنشاؤها بواسطة الكمبيوتر. كما أنه قد تم مسح قالب الجبس لنموذج المركبة الفضائية وتعديله رقميًا بتقنيات تضمنت تقنية رسم الخرائط الانعكاسية، التي تم تطويرها أيضًا بواسطة المبرمج بوب هوفمان.
وإن فيلم الطفل الذهبي لعام 1986 قد طبق تأثيرات تحويل رقمية بدائية إلى حد ما، للتحويل من الحيوان إلى الإنسان والعكس.
أبرز فيلم الصفصاف لعام 1988، تسلسل تحويل رقمي أكثر تفصيلاً، لشخص يتحول إلى حيوانات مختلفة. وقد تم استخدام عملية مماثلة بعد عام واحد في فيلم إنديانا جونز والحملة الأخيرة لصناعة مشهد الموت المروع لشخصية والتر دونوفان. وتم إنشاء كلا التأثيرين بواسطة إندستريال لايت آند ماجيك، باستخدام تقنيات التلاعب بالصور التي طورها توم بريجهام ودوغ سميث من أكاديمية فنون وعلوم الصور المتحركة.
قد ظهر تأثير التحويل في عام 1991 بشكل ملحوظ في الفيديو الموسيقي لمايكل جاكسون «أسود أو أبيض» وفي أفلام تورمينايتور2: جادجمنت داي و ستار تريك السادس: البلد غير المكتشف. وكان أول تطبيق تقدمه أجهزة الكمبيوتر الشخصية هو برنامج غريفون مورف على حواسيب ماكنتوش. وقد تضمنت أنظمة تأثيرات التحويل المبكرة الأخرى كإيميج ماستر ومورف بلس وسيني مورف، التي تم عرضها لأول مرة في معرض أميغا، عام 1992. كما أن البرامج الأخرى قد أصبحت متاحة على نطاق واسع في غضون عام، وأصبح التأثير شائعًا حتى حين، لتفقد في النهاية بريقها. وإن البرنامج الأكثر تطورا إلاستيك رياليتي (المستمد من مورف بلس) قد استخدم في أول فيلم روائي طويل، فيلم على خط إطلاق النار عام 1993، واستخدم في المسلسل التلفزيوني كوانتوم لييب (العمل الذي قامت به بوست جروب). كما أن تيد فاي من شركة فيجين آرت للممؤثرات البصرية قد استعمل برنامج إلاستيك رياليتي لمحاكاة شكل شخصية أودو من فيلم ستار تريك: ديب سبيس ناين. والفيديو الموسيقي لسنوب دوج «من أنا؟ (ما اسمي؟)»، حيث يتحول سنوب دوج واللآخرون إلى كلاب. لقد تم شراء برنامج إلاستيك رياليتي لاحقًا بواسطة شركة أفيد للتكنولوجيا، بعد أن أصبح بالفعل النظام المفضل المستخدم في مئات الأفلام. وحازت التكنولوجيا الكامنة وراء برنامج إلاستيك رياليتي على جائزتي أكاديمية في عام 1996 للإنجاز العلمي والتقني لصالح غارث ديكي وبيري كيفولويتز. ويُطلق على هذا التأثير تقنيًا «تشوه تقاطع التلاشي المكاني». وقد كانت جاليريز من قبل برنامج التحويل مورفيوس هي أول شبكة اجتماعية مصممة لأمثلة التحويل التي ينشئها المستخدم والتي يتم نشرها عبر الإنترنت.
قام مزود الحلول لتساقط الشعر آديرانس في تايوان بعمل إعلان تلفزيوني يعرض تسلسلًا لتحويل أشخاص ذوي شعر غزير وكثيف إلى بعضهم البعض، تذكرنا بالتسلسل النهائي لفيديو «أسود أو أبيض».

### الاستخدام الحالي
تستمر خوارزميات التحويل في التقدم ويمكن للبرامج تلقائيًا تحويل الصور التي تتوافق بشكل وثيق بدرجة كافية مع تعليمات قليلة نسبيًا من المستخدم. وقد أدى ذلك إلى استخدام تقنيات التحويل لإنشاء تأثيرات بطيئة مقنعة حيث لم تكن موجودة في الفيلم الأصلي أو لقطات الفيديو من خلال التحويل بين كل إطار فردي باستخدام تقنية التدفق البصري.  ظهر التحويل أيضًا كطريقة انتقالية بين مشهد وآخر في البرامج التلفزيونية، حتى لو كانت محتويات الصورتين غير مرتبطة تمامًا. تحاول الخوارزمية في هذه الحالة العثور على النقاط المقابلة بين الصور وتشويه إحداها إلى الأخرى لأنها تتلاشى.
بينما ربما يكون أقل وضوحًا مما كان عليه في الماضي، يتم استخدام التحويل بكثافة اليوم.  حين أن التأثير كان في البداية أمرًا جديدًا، إلا أن تأثيرات التحول مصممة في أغلب الأحيان لتكون سلسة وغير مرئية للعين. استخدام خاص لتأثيرات التحويل هو تصميم الخط الرقمي الحديث. باستخدام تقنية التحويل، التي تسمى الاستيفاء أو التقنية الرئيسية المتعددة، يمكن للمصمم إنشاء وسيط بين نمطين، على سبيل المثال إنشاء خط شبه غامق عن طريق التنازل بين النمط الجريء والعادية، أو توسيع الاتجاه لإنشاء أسلوب فائق الخفة أو جريء للغاية. تستخدم هذه التقنية بشكل شائع في استوديوهات تصميم الخطوط.

## روابط خارجية
برنامج تعليمي حول التحول باستخدام Adobe After Effects
- تحويل الصور على نظام التشغيل Mac OS X
- Xmorph: تجول حول التحول
- مورف 2 د
- جافامورف
- بول سلامة - تنزيلات / برامج
- 이미지 와핑 소스 (그나마 낳은 거)
- يتحول
- mukimuki.fr
- تُنشئ الحزمة الكنتورية للبيثون الرقمي مثلثات الشكل السلس للأسطح المتساوية للوظائف التعسفية رباعية الأبعاد والتي يمكن عرضها باستخدام HTML5 كما هو موضح في هذا jsfiddle